# 真幸駅
真幸駅（まさきえき）は、宮崎県えびの市大字内竪にある、九州旅客鉄道（JR九州）肥薩線の駅である。

## 概要
肥薩線唯一の宮崎県内の駅で、県内で最初にできた駅である。矢岳駅は熊本県、吉松駅は鹿児島県にあり、3駅連続して所在県が変わる（このような例は他に東北本線の古河駅と東武日光線の板倉東洋大前駅がある）。「真の幸せに入る」に通じるとして、入場券などで人気がある。以前は駅周辺には集落があったが、度重なる土石流災害で住民が移転し、現在は周辺の建物もまばらである。

## 歴史

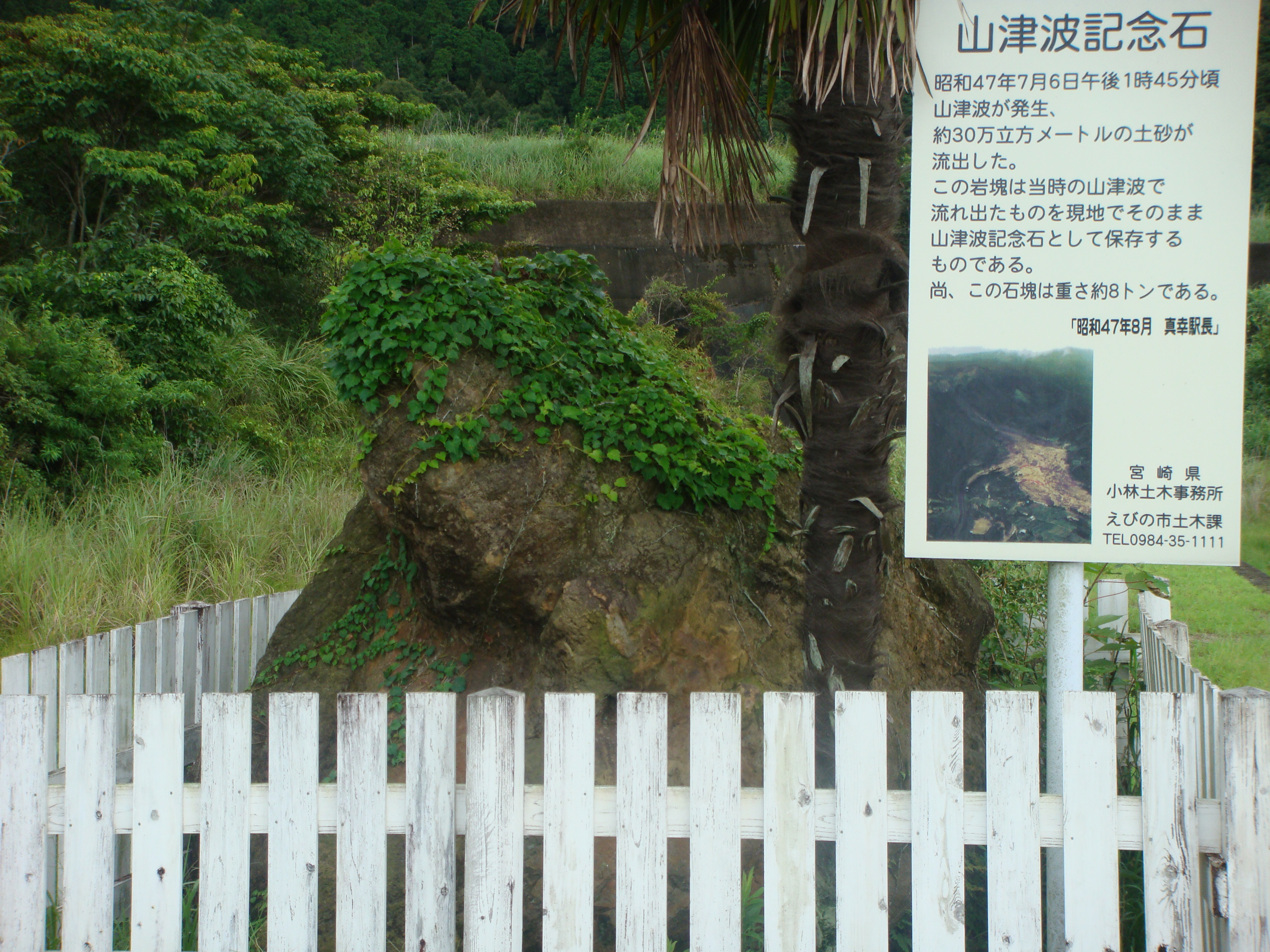
ホーム上の「山津波記念石」（2008年8月）

その名前に反して、当駅とその周辺路線は災難に見舞われている。
終戦直後の1945年（昭和20年）8月22日、多数の復員軍人を乗せた列車が吉松駅との間にある第二山神トンネル内で立ち往生した。その原因は空襲攻撃により鹿児島本線や日豊本線の主要橋梁が落下して肥薩線が唯一の運転ルートだったことや、戦時中の酷使による機関車の疲弊、粗悪石炭使用による馬力不足に加えて、復員軍人で満員状態だったことなどである。蒸気機関車の煙に巻かれた多くの復員軍人達がトンネル内を歩いて脱出しようとしたところ、これを知らない機関士が列車を後退させ、53名が轢死した。この事故は観光列車「いさぶろう」「しんぺい」車内でも説明される。なお、この事故があったあたりに復員軍人殉難碑が建っている。詳しくは肥薩線列車退行事故を参照。
1972年（昭和47年）7月6日、折からの集中豪雨の影響で駅の裏山斜面が8合目付近から高さ350 m×幅280 mにわたって崩壊し、これが土石流となって真幸駅構内と周囲の集落を飲み込み死者4名、負傷者5名のほか住家28棟、非住家29棟流失の被害を出した。14時15分頃から5回にわたって発生した土石流の土砂は合わせて約30万 m3もの膨大な量に及び、肥薩線を切断し、当駅構内を土砂で埋め尽くすと共に、白川沿いに約1.5 kmの広範囲に渡って流出した。線路と駅は復旧されたものの住居に被害を受けた世帯全戸が移転したために当駅周辺はほぼ無人地帯となった。なお、この土石流は現在においても宮崎県最大規模のものとされている。ホームには、このとき流れ込んだ重さ約8トンの巨石がそのまま残されているほか、有人駅時代は駅員が流れ込んだ土砂を毎日整地していた。
2000年（平成12年）3月12日のダイヤ改正で熊本と宮崎を結んでいた急行「えびの」が廃止されるまで、急行停車駅であった。

### 年表
- 1911年（明治44年）
  - 3月11日：客扱をせず仮営業として鉄道院が開設[1]。
  - 5月11日：本営業開始[1]。
- 1927年（昭和2年）10月17日：川内本線全通に伴い肥薩線所属駅に変更[3]。
- 1945年（昭和20年）8月22日：「肥薩線列車退行事故」発生[3]。
- 1972年（昭和47年）7月6日：土石流災害により軌道と駅舎他の運行設備を損傷[4]。
- 1974年（昭和49年）10月1日：貨物取扱廃止[5]
- 1984年（昭和59年）2月1日：荷物扱い廃止[5]。
- 1986年（昭和61年）11月1日：電子閉塞導入[6]により無人化[7]。
- 1987年（昭和62年）4月1日：国鉄分割民営化により九州旅客鉄道が継承[6]。
- 2007年（平成19年）11月30日：南九州近代化産業遺産群の物資輸送関連遺産の1つとして選ばれる。
- 2020年（令和2年）7月4日：令和2年7月豪雨による営業休止。

## 駅構造
島式ホーム1面2線を有する地上駅で、木造駅舎を有する。肥薩線の山線と呼ばれる険しい区間にあり、通過不可能な逆Z字型のスイッチバック構造で、かつて運転されていた優等列車も必ず停車しなければならず、急行列車は客扱いを行っていたが、特急列車は運転停車であった。
駅舎は開設当初のものであり、発車ベルが設置されている。地域のボランティアが駅ノートを設置し、特産品やお茶のサービスなどを行っている。また、ボランティアがいる時間帯では記念入場券を購入することができる。
ホームの中程に「幸福の鐘」が置かれている。幸せと感じる度合いに応じて鳴らすのが良いとされている。

### のりば
| のりば | 路線    | 方向 | 行先                   | 備考                                           |
| ------ | ------- | ---- | ---------------------- | ---------------------------------------------- |
| 1      | ■肥薩線 | 上り | 人吉・熊本方面         |                                                |
| 2      | ■肥薩線 | 下り | 吉松・宮崎・鹿児島方面 | 宮崎（都城）・鹿児島（隼人）方面は吉松にて乗換 |

- 近年では人吉駅以北へ直通する列車の設定がなかったが、2016年3月のダイヤ改正より、「いさぶろう1号」及び「しんぺい4号」が熊本駅まで、普通列車上下各1本が八代駅まで直通する[9]。

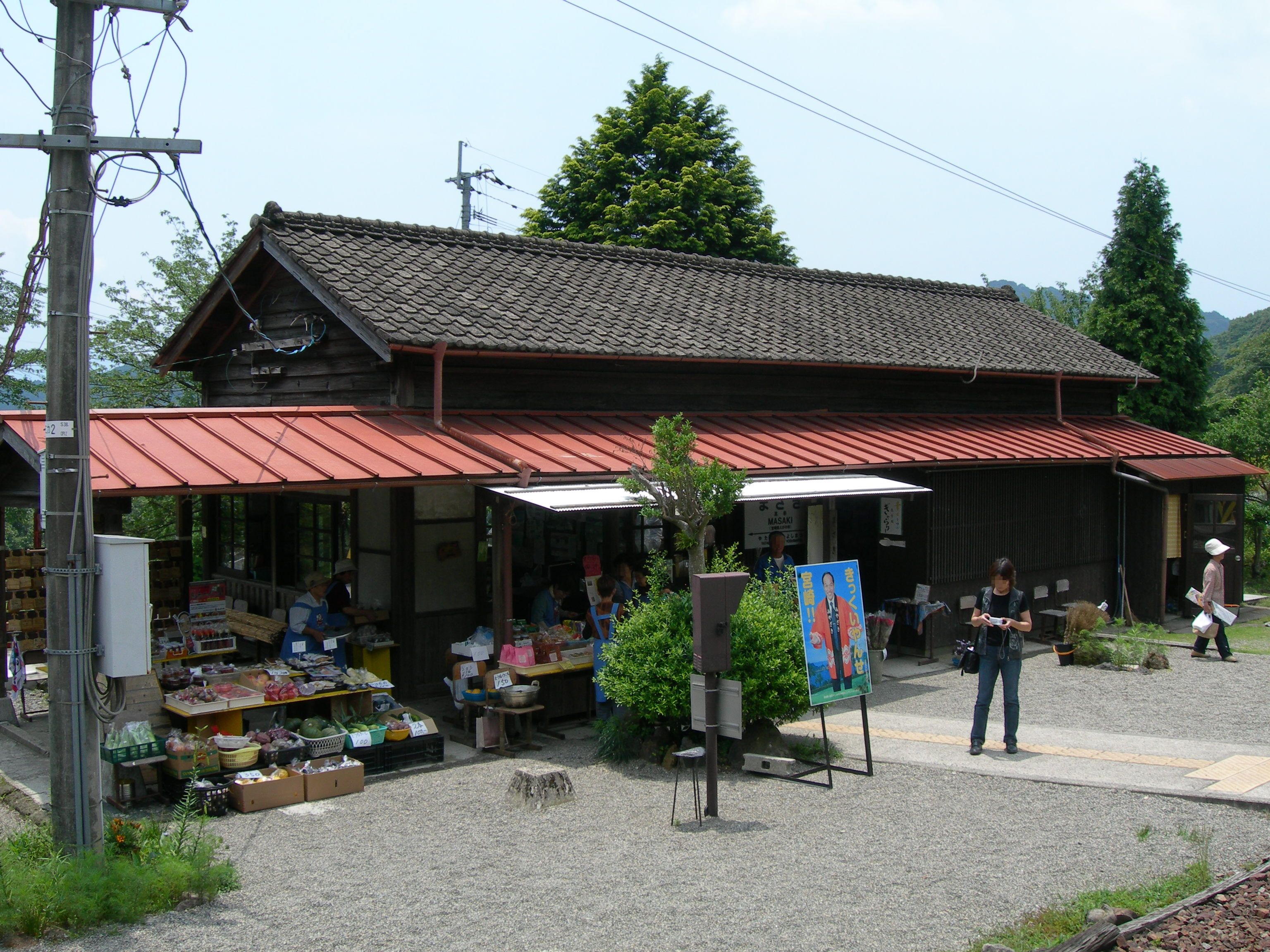
駅舎線路側（2009年7月。特産品を販売している）
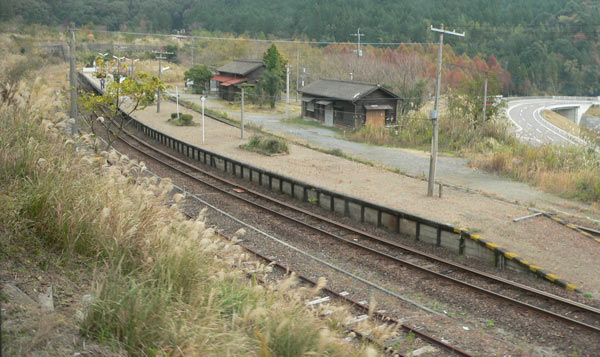
構内（2004年11月）
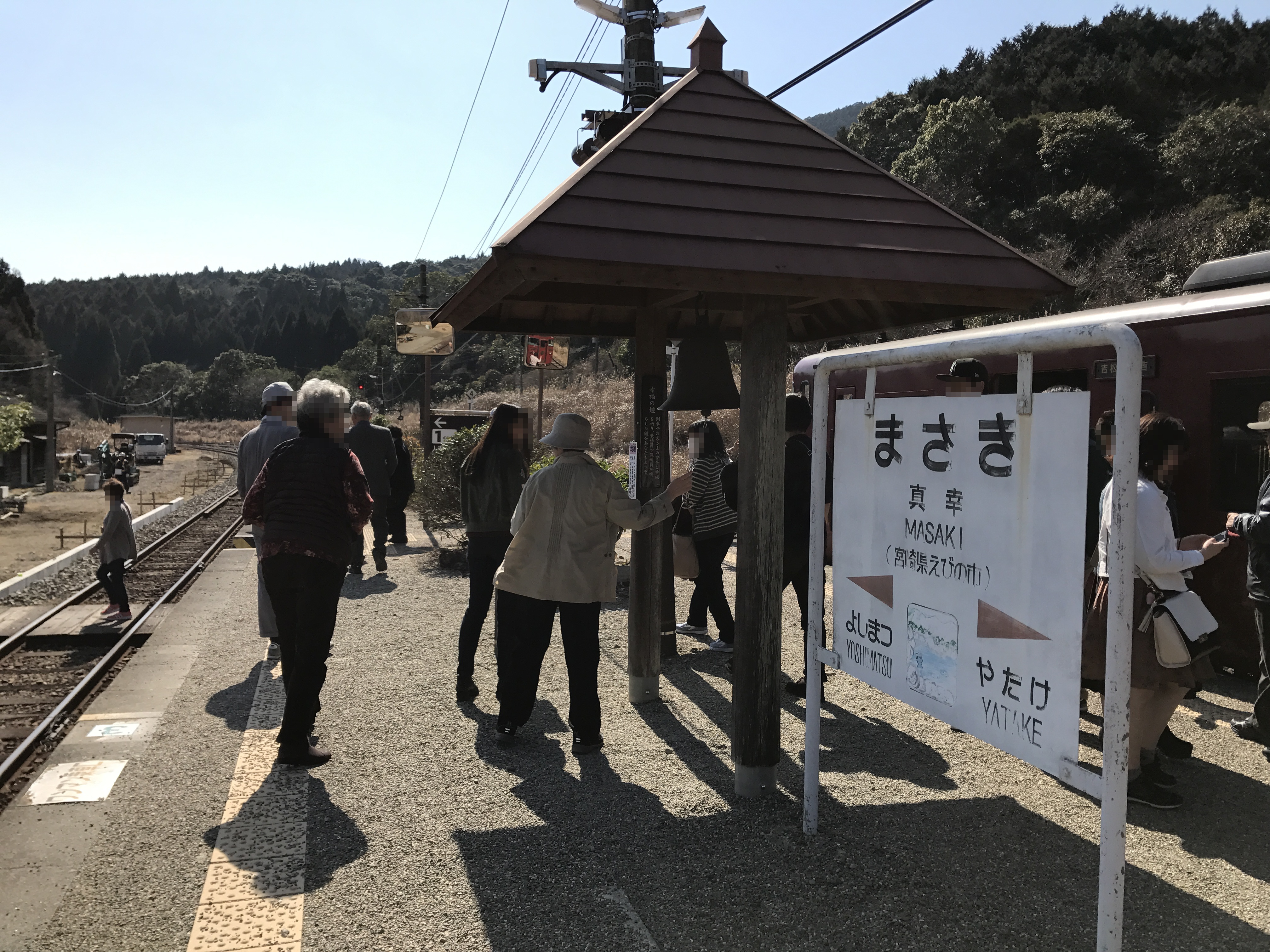
駅名標と「幸福の鐘」（2017年3月）
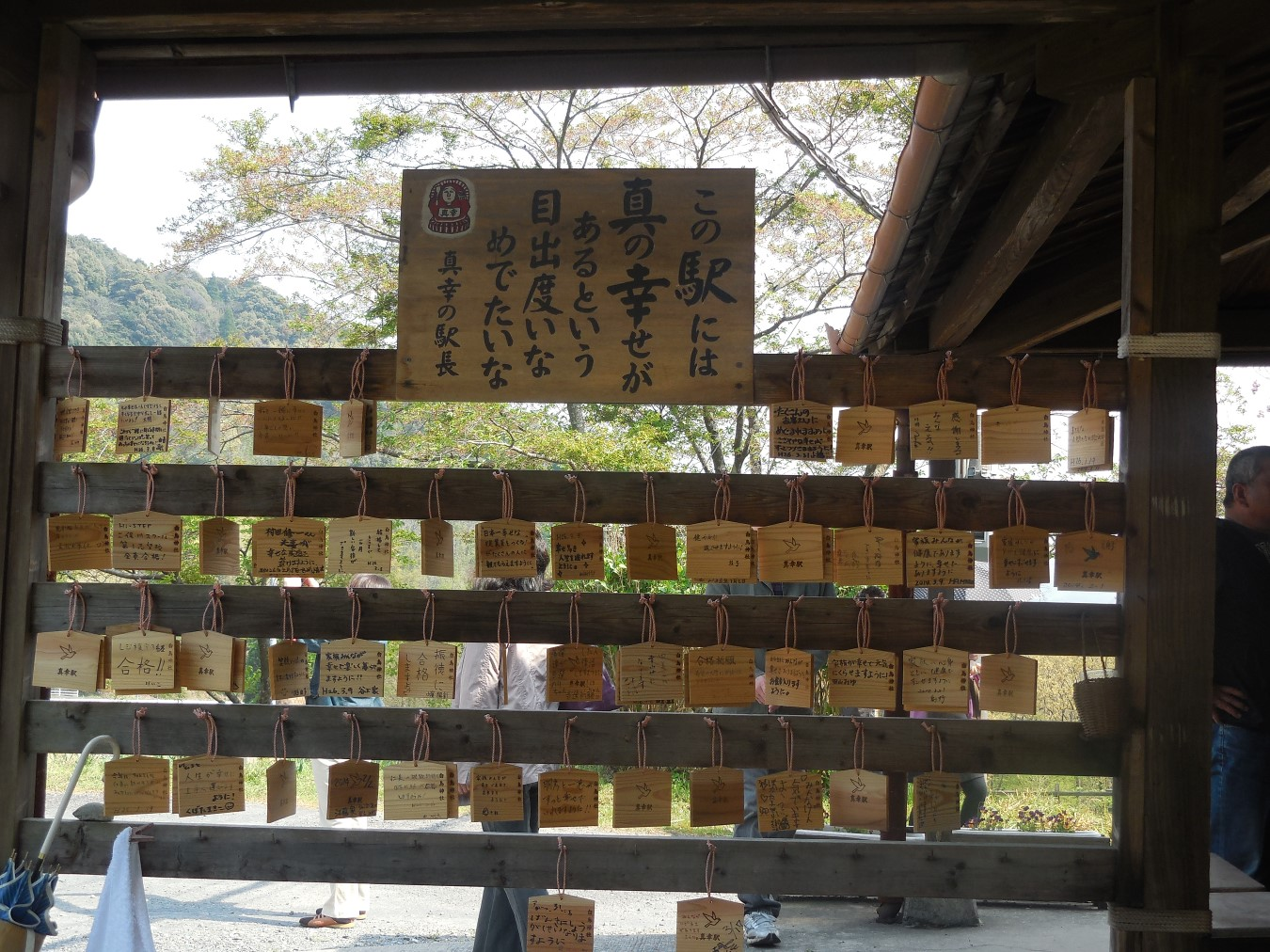
絵馬を飾るスペースもある（2014年4月）

## 利用状況
2015年（平成27年）度の1日平均乗車人員は2人である。
近年の1日平均乗車人員は以下の通り。
| 年度   | 1日平均 乗車人員 |
| ------ | ---------------- |
| 1995年 | 1                |
| 1996年 | 1                |
| 1997年 | 1                |
| 1998年 | 3                |
| 1999年 | 3                |
| 2000年 | 2                |
| 2001年 | 2                |
| 2002年 | 2                |
| 2003年 | 13               |
| 2004年 | 1                |
| 2005年 | 1                |
| 2006年 | 1                |
| 2007年 | 1                |
| 2008年 | 2                |
| 2009年 | 3                |
| 2010年 | 1                |
| 2011年 | 5                |
| 2012年 | 2                |
| 2013年 | 2                |
| 2014年 | 1                |
| 2015年 | 2                |

## 駅周辺

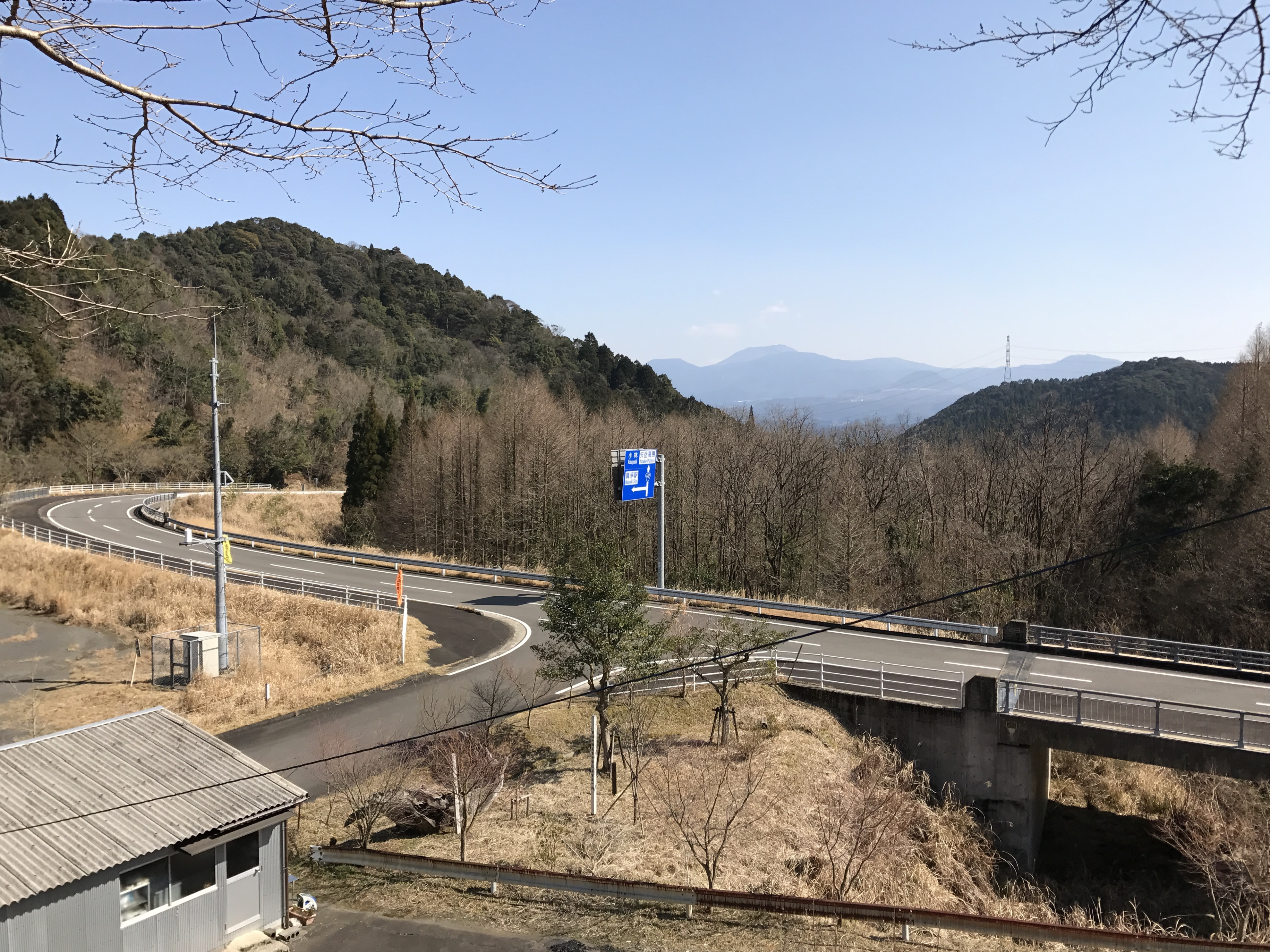
駅前の国道447号（2017年3月）

すぐそばに国道447号が通っているが、駅周辺は林に隣接していて閑散としている。
- 真幸鉱泉（飲料用）

## その他
- 2009年12月に発行した広報えびの（えびの市の広報誌）では肥薩線の開通100周年を記念して「真（ほんとう）の幸せをさがす旅へ」と題した特集が組まれた[10]。

## 隣の駅
※観光列車「いさぶろう・しんぺい」の停車駅は列車記事を参照のこと。
九州旅客鉄道（JR九州）
■肥薩線
矢岳駅 - 真幸駅 - 吉松駅